# 朴永植
朴永植（もしくは朴映式、박영식、パク・ヨンシク）は朝鮮民主主義人民共和国（北朝鮮）の政治家・軍人。朝鮮労働党中央委員会政治局員、同党中央軍事委員会委員。元朝鮮民主主義人民共和国国務委員会委員、元人民武力部長（第13代）。朝鮮人民軍における軍事称号（階級）は大将。2016年5月の第7回朝鮮労働党大会終了時点での党内序列は16位。

## 略歴
朝鮮人民軍総政治局の出身。1999年に少将、2009年4月に中将、2014年4月に軍総政治局の副局長兼組織部長に就任すると同時に上将に昇進し、2015年4月（華商報では5月29日）に大将となる。
2015年7月11日、朝鮮中央通信が、訪朝したラオス人民民主共和国軍事代表団の歓迎パーティーを報じる中で、朴を「人民武力部長の朝鮮人民軍陸軍大将」として紹介、それまで軍総政治局副局長を務めていた朴が、人民武力部長に就任していたことが初めて公式に確認された。同年4月に粛清された玄永哲の後任となる。これまで人民武力部長には野戦軍出身のベテラン軍人が就任することが恒例化していたが、軍総政治局出身の朴が就任したことで、朝鮮人民軍に対する朝鮮労働党の統制を強める意図があるのではないかと推測された。
2016年5月に開催された朝鮮労働党第7次大会で党中央委員会政治局員、党中央軍事委員会委員に選出された。これに続いて、同年6月29日に開催された第13期最高人民会議第4回会議では、国防委員会に代わって新設された国務委員会の委員に選出された。
2018年5月17日の朝鮮労働党中央軍事委員会拡大会議において人民武力相を解任されたと見られ、同年6月11日の報道で努光鉄の人民武力相就任が確認されたため、朴の同職からの退任が確実となった。また、2019年4月11日の第14期最高人民会議第1回会議で国務委員会委員に選出されず、同職からの退任も確認された。